# Diócesis de Ciudad Rodrigo
La diócesis de Ciudad Rodrigo (en latín: Dioecesis Civitatensis) es una circunscripción eclesiástica de la Iglesia católica en España. Se trata de una diócesis latina, sufragánea de la archidiócesis de Valladolid. Desde el 15 de noviembre de 2021 su obispo es José Luis Retana Gozalo.

## Territorio y organización

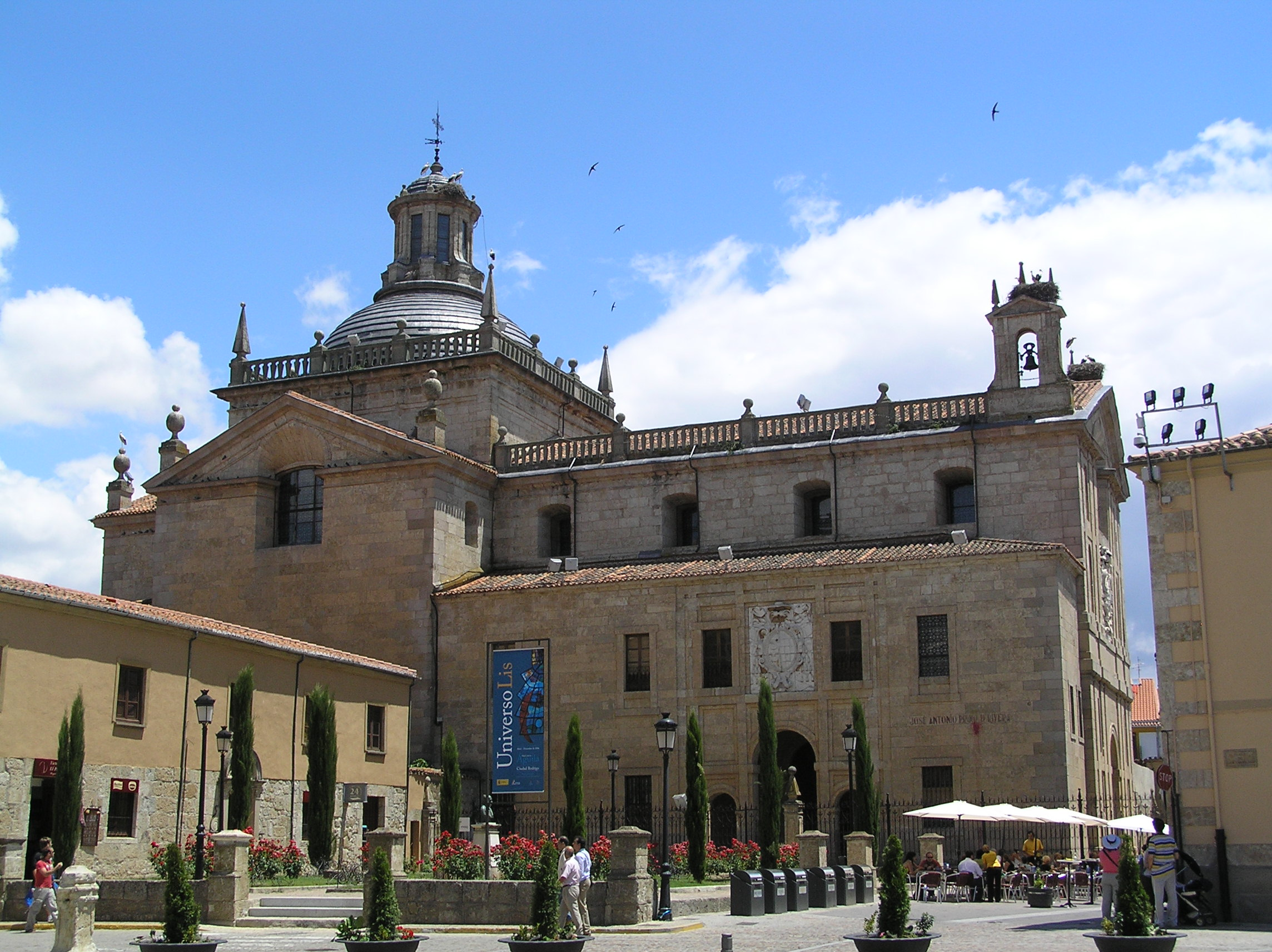
Capilla de Cerralbo, en Ciudad Rodrigo

La diócesis tiene 4264 km² y extiende su jurisdicción sobre los fieles católicos de rito latino residentes en 83 municipios de la parte sudoccidental de la provincia de Salamanca en la comunidad autónoma de Castilla y León. Limita con las diócesis de: Salamanca, Coria-Cáceres y Guarda (Portugal). Es la diócesis más pequeña de España.

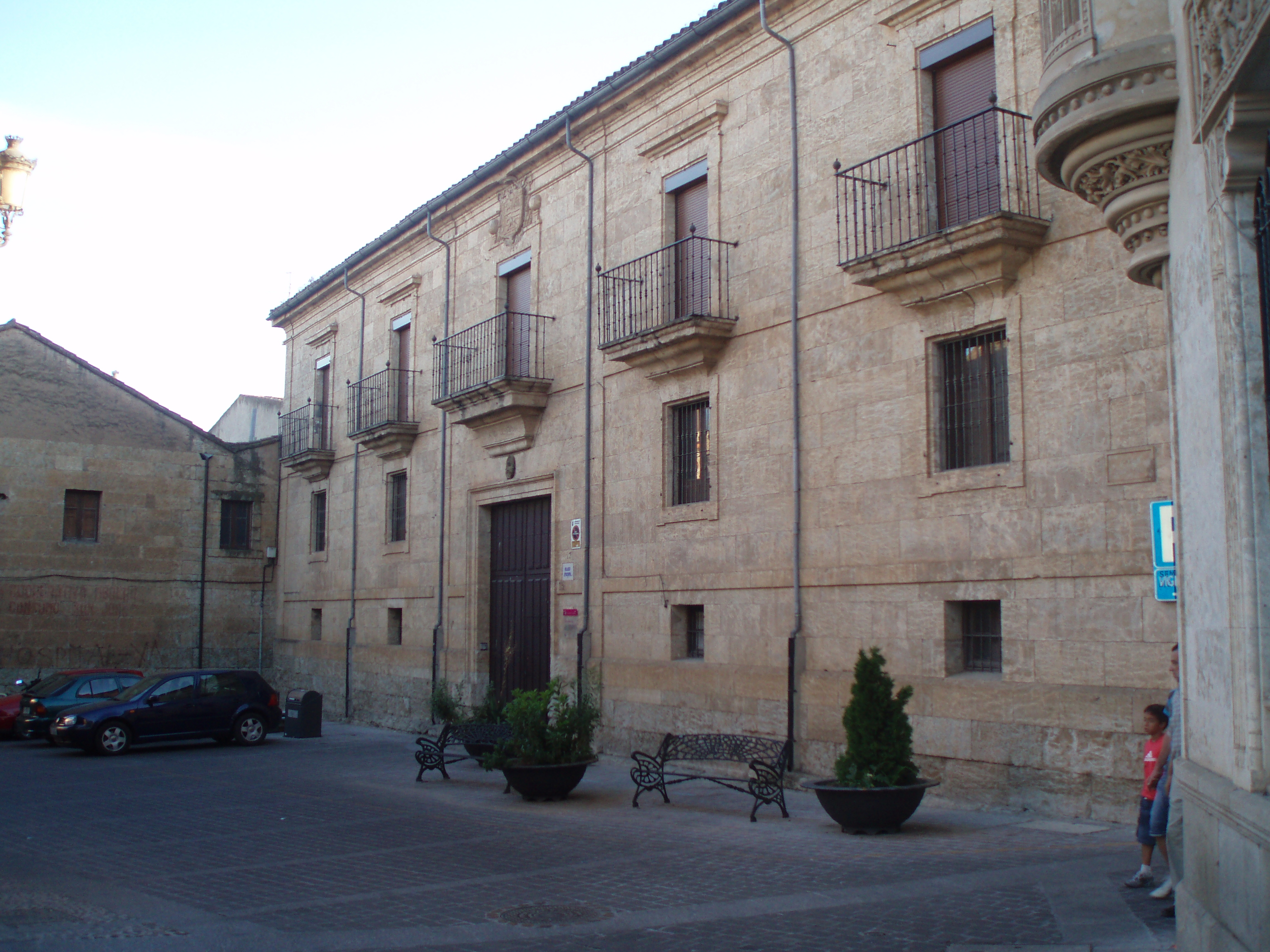
Palacio Episcopal de Ciudad Rodrigo

La sede de la diócesis se encuentra en Ciudad Rodrigo, en donde se halla la Catedral de Santa María.

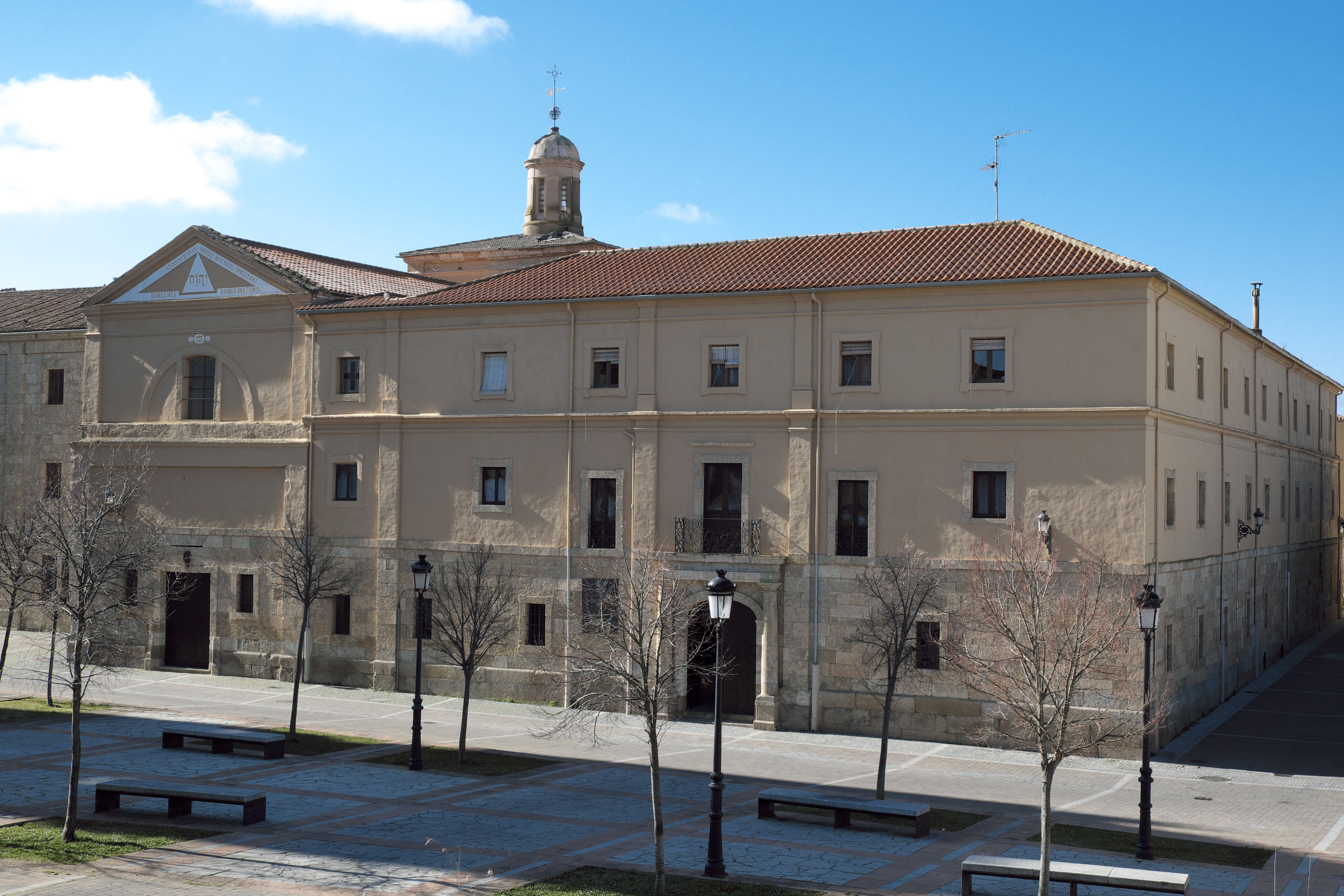
Seminario Diocesano de Ciudad Rodrigo

En 2021 en la diócesis existían 120 parroquias agrupadas en 7 arciprestazgos: Abadengo, Águeda, Argañán, La Ribera, Ciudad Rodrigo, Campo Charro y Yeltes.

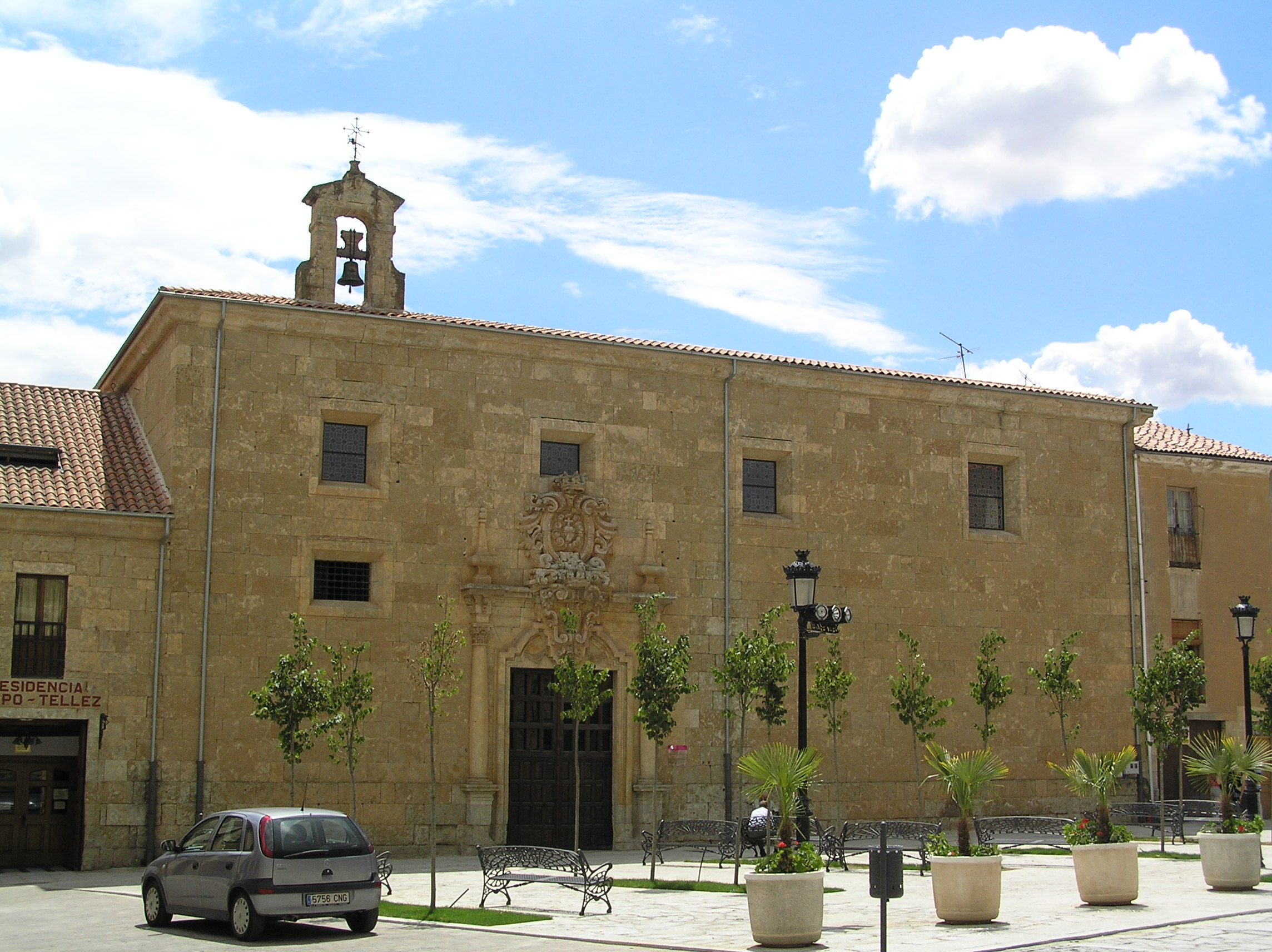
Capilla de las Franciscanas Descalzas, en Ciudad Rodrigo

## Historia
En época romana la actual Ciudad Rodrigo tuvo distintos nombres, siendo conocida de fuentes antiguas con los nombres de Miróbriga Wettonum, luego Augustóbriga y finalmente Civitas Augusta. Según una tradición relativamente reciente, Augustóbriga fue sede de una diócesis en época romana que posteriormente, tras la invasión visigoda, fue trasladada a Caliabria. Historiadores recientes creen que no hay constancia de la existencia de una diócesis en Augustóbriga en época romana.
Con el rey Fernando II de León se empezó a pensar en establecer allí una nueva diócesis. A este proyecto se opusieron los obispos de Salamanca, de la que la sede de Ciudad Rodrigo habría obtenido su territorio. Sin embargo, el rey continuó con su intento, y el 13 de febrero de 1161 erigió la diócesis de Ciudad Rodrigo, convirtiéndola en sufragánea de la archidiócesis de Santiago de Compostela. La erección surgió por un acuerdo entre el arzobispo de Santiago de Compostela y el rey Fernando II de León, como medio de dar importancia a la ciudad para que sirviese de baluarte ante los musulmanes.
La sede de Ciudad Rodrigo se erigió como heredera de la desaparecida diócesis de Caliabria. La primera mención de una donación real a la diócesis se remonta a 1165. El inicio de la construcción de la catedral está documentado en febrero de 1168.
El primer obispo, Domingo, aparece sólo más tarde. Está documentado por primera vez en un privilegio de fecha 10 de julio de 1168, donde está firmado como Ego Dominicus electus Civitatis Roderici; en todos los documentos posteriores, hasta su muerte, se firma como Caliabriensis episcopus. Según algunos historiadores (por ejemplo José Ignacio Martín Benito y Fidel Fita Colomé) la asignación del título de la antigua diócesis de Caliabria fue una forma de justificar, ante los opositores, la existencia de la diócesis, que así apareció no como una nueva realidad eclesiástica, sino simplemente como la restauración de la diócesis visigoda.
La aprobación y confirmación definitiva de la erección de la nueva diócesis fue otorgada por el papa Alejandro III con la bula Ex litteris del 25 de mayo de 1175, con la que el pontífice reconoció también la elección del segundo obispo, Pedro de Ponte, y de todas sus posesiones. El mismo papa reconoció implícitamente la sufraganeidad de Santiago de Compostela en una bula de 1178.
Los límites de la nueva diócesis fueron establecidos y definidos en períodos posteriores. Los de la diócesis de Salamanca fueron establecidos en 1173 mediante acuerdo entre los respectivos capítulos canónicos y confirmadas por Fernando II en diciembre de 1173. La frontera con la diócesis de Coria al sur se fijó con dos acuerdos en 1191 y 1233. Finalmente, las fronteras occidentales inicialmente iban mucho más allá de la actual frontera entre España y Portugal, y no se establecieron definitivamente hasta 1297 y nuevamente en 1481.
Durante el Cisma de Occidente entre los siglos XIV y XV la diócesis tuvo hasta tres obispos diferentes, uno legítimo de obediencia romana, y los otros dos ilegítimos, uno de obediencia aviñonesa y otro independiente. Además, en este período la diócesis perdió gran parte de su territorio, al ceder sus cuarenta y cinco parroquias en territorio portugués a la nueva diócesis de Guarda. La variación de límites fue confirmada por el papa Sixto IV el 21 de junio de 1481; las protestas consiguientes de los obispos de Ciudad Rodrigo, que se prolongaron hasta fines del siglo XVI, no tuvieron éxito. 
El 25 de noviembre de 1769 el obispo Cayetano Antonio Cuadrillero Mota estableció el seminario diocesano, dedicado a san Cayetano de Thiene.
El Concordato de 1851 estableció la supresión de la diócesis y su unión con la de Salamanca. Aunque ninguna bula papal confirmó jamás esta unión, desde 1843 la sede estuvo vacante y de facto los obispos de Salamanca fueron nombrados administradores de Ciudad Rodrigo desde 1867 hasta 1885. En ese año se llegó a un compromiso con la transformación de la antigua diócesis en una administración apostólica, independiente de los obispos de Salamanca y gobernada por administradores apostólicos residentes con título de obispos in partibus. Esta situación persistió hasta 1950, cuando el último administrador, Jesús Enciso Viana, fue nombrado obispo de Ciudad Rodrigo, restableciéndose así la diócesis en todos los aspectos. 
Mientras tanto, el 4 de julio de 1857 pasó a formar parte de la nueva provincia eclesiástica de la archidiócesis de Valladolid.
El 20 de julio de 1958, tras el Concordato de 1953 que establecía que los límites de las diócesis coincidían con los de las provincias civiles, la diócesis de Ciudad Rodrigo cedió el arciprestazgo de Sierra de Gata a la diócesis de Coria-Cáceres, y adquirió una serie de parroquias de la diócesis de Salamanca.
Desde el 15 de noviembre de 2021 está unida in persona episcopi a los obispos de la diócesis de Salamanca, en lo que algunos medios de comunicación han visto como un primer paso de la Santa Sede orientado a la futura supresión de la diócesis e integración en la de Salamanca.

## Estadísticas
Según el Anuario Pontificio 2022 la diócesis tenía a fines de 2021 un total de 32 900 fieles bautizados.
| Año                                                                             | Población            | Población | Población      | Sacerdotes | Sacerdotes    | Sacerdotes    | Bautizados por sacerdote | Diáconos permanentes | Religiosos | Religiosos | Parroquias |
| Año                                                                             | Bautizados católicos | Total     | % de católicos | Total      | Clero secular | Clero regular | Bautizados por sacerdote | Diáconos permanentes | Varones    | Mujeres    | Parroquias |
| ------------------------------------------------------------------------------- | -------------------- | --------- | -------------- | ---------- | ------------- | ------------- | ------------------------ | -------------------- | ---------- | ---------- | ---------- |
| 1950                                                                            | 140 000              | 140 000   | 100.0          | 122        | 122           |               | 1147                     |                      |            | 116        | 111        |
| 1970                                                                            | 71 187               | 71 187    | 100.0          | 139        | 139           |               | 512                      |                      |            | 189        | 115        |
| 1980                                                                            | 56 155               | 56 168    | 100.0          | 109        | 109           |               | 515                      |                      |            | 140        | 119        |
| 1990                                                                            | 49 135               | 49 192    | 99.9           | 108        | 108           |               | 454                      |                      |            | 127        | 119        |
| 1999                                                                            | 43 717               | 44 477    | 98.3           | 100        | 100           |               | 437                      |                      |            | 142        | 120        |
| 2000                                                                            | 42 992               | 43 742    | 98.3           | 92         | 92            |               | 467                      |                      |            | 134        | 121        |
| 2001                                                                            | 42 314               | 43 025    | 98.3           | 90         | 90            |               | 470                      |                      |            | 133        | 121        |
| 2002                                                                            | 41 320               | 42 034    | 98.3           | 86         | 86            |               | 480                      |                      |            | 130        | 121        |
| 2003                                                                            | 44 631               | 45 605    | 97.9           | 83         | 83            |               | 537                      |                      |            | 135        | 121        |
| 2004                                                                            | 44 587               | 45 614    | 97.7           | 80         | 80            |               | 557                      |                      |            | 138        | 121        |
| 2006                                                                            | 44 487               | 45 474    | 97.8           | 80         | 80            |               | 556                      |                      |            | 139        | 121        |
| 2013                                                                            | 39 202               | 40 580    | 96.6           | 69         | 69            |               | 568                      |                      |            | 94         | 120        |
| 2016                                                                            | 37 047               | 38 261    | 96.8           | 64         | 64            |               | 578                      |                      |            | 103        | 120        |
| 2019                                                                            | 35 115               | 36 325    | 96.7           | 56         | 56            |               | 627                      |                      |            | 84         | 120        |
| 2021                                                                            | 32 900               | 33 846    | 97.2           | 53         | 53            |               | 620                      |                      |            | 75         | 120        |
| Fuente: Catholic-Hierarchy, que a su vez toma los datos del Anuario Pontificio. |                      |           |                |            |               |               |                          |                      |            |            |            |

Además, durante el curso 2017-2018, 33 seminaristas menores y 3 seminaristas mayores estudiaron en el Seminario Diocesano, ordenándose un nuevo sacerdote.

## Episcopologio
El 15 de noviembre de 2021, el papa Francisco nombró al hasta entonces obispo de Plasencia, José Luis Retana Gozalo, como nuevo obispo de la diócesis, compartido con la vecina diócesis de Salamanca. La toma de posesión se formalizó el 8 de enero de 2022 en la Catedral de Ciudad Rodrigo, en presencia del nuncio apostólico en España, Bernardito Auza, y del hasta entonces administrador apostólico de la diócesis, Jesús García Burillo.